# Terremoto de Guatemala de 1902
El terremoto de San Perfecto se produjo en el occidente de Guatemala el 18 de abril de 1902, durante el gobierno de Manuel Estrada Cabrera. 

## Detalles técnicos
El sismo tuvo una magnitud estimada de Mw 7,5  y se produjo el 18 de abril de 1902, a las 20:53:50 hora local (02:23:50 UTC), a una profundidad de aproximadamente 25 kilómetros, en el departamento de Quetzaltenango. Según el INSIVUMEH, el hipocentro se situaba a una profundidad de 60 km. El terremoto tuvo una duración de 1 hasta 2 minutos y fue precedido de varios sismos premonitores y seguido de muchas réplicas. Los departamentos de Quetzaltenango y Sololá fueron particularmente afectados. Entre ochocientas y novecientas personas fallecieron por el terremoto y hubo daños materiales importantes en la extensa zona afectada. Todas las iglesias en el oeste de Guatemala y el este de Chiapas sufrieron daños severos o fueron destruidas.
Por su parte, el ingeniero alemán Edwin Rockstroh, catedrático de ciencias y matemática en el entonces prestigioso Instituto Nacional Central para Varones de la ciudad de Guatemala escribió un artículo técnico sobre el terremoto en la revista científica Nature.

## Relatos del sismo

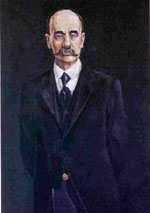
Escritor Federico Gamboa, embajador de México en Guatemala de 1899 a 1902, se encontraba en la Ciudad de Guatemala al momento del terremoto y lo relata detalladamente en su obra Mi Diario.

El escritor y diplomático mexicano Federico Gamboa, quien fungía como embajador de su país en Guatemala y residía en la Ciudad de Guatemala, narró en su diario lo ocurrido el 18 de abril:
«18 de abril de 1902.- Noche horrenda, un verdadero cataclismo del que por milagro escapamos.  A eso de las 5 de la tarde, que leía yo en una mecedora, en la terraza, alcé casualmente los ojos al cielo, todo él plomizo, cual si se avecinara alguna tormenta de las que por aquí abundan cuando como en este año la temporada de lluvias se adelanta.  Anocheció a poco, y despejóse el firmamento.  Minutos después de las 7, inopinadamente, debió de caer muy cerca de casa una formidable descarga eléctrica, cuyo estruendo nos ensordeció y cuya luz vivísima y cárdena nos dejó medio ciegos.  Y de las nubes, se dejó venir un diluvio que mal año para el del abuelo Noé...» De súbito, comenzó un terremoto espantoso, que sacudía la casa y la ciudad entera, con reconcentrada extrahumana fuerza devastadora; algo horrible y nunca antes sentido... Mi mujer cae de hinojos; la perra Diana aulla fatídicamente... Al pronto, quédome inmóvil con mi hijo entre mis brazos, sus grandes ojos de criatura inteligente, mirándome despavorido...  Sin dismuinuir en su intensidad espantable, el terremoto continúa... Al cabo de siniestros parpadeos, la luz eléctrica se apaga; estamos en piso alto, en tinieblas, sin esperanza de salvación... Repican las arañas de cristal, crujen muebles, puertas y techos...  Continúa el terremoto.»
«Siempre con mi hijo en los brazos, trabajosamente me levanto de la silla, vacilo como un beodo o atacado de vértigo; a tientas y con no menores trabajos, abro la puerta, y en sus umbrales coloco a mi mujer arrodillada; Diana, sin dejar de aullar, me planta sus manos en mis espadas, que yo hinco en la jamba... El terremoto continúa sacudiéndonos en la tiniebla.  Reza mi mujer en voz alta y trémula, entreverada de sollozos; mi hijito, cual si a mí me fuese dable atajar el fenómeno, susúrrame de vez en cuando muy quedó en su infantil media lengua que tiene miedo.  Rezo a mi vez; pero en vista de que el temblor no cesa, pienso en que las resistencias tienen su límite, y en que, si dios no nos salva, estamos perdidos, irremisiblemente perdidos... Entonces, no por tranquilizar a mi mujer, sino por propia y honrada convicción, la exhorto a que se resigne.»
«Al fin, el sismo se aplaca lentamente, y para... En los primeros instantes de respiro, mi mujer no me permite ni que vaya yo a encender una luz...  Nuevo temblor rápido... La repetición me alarma, y resuelvo nuestro traslado al piso bajo, a oscuras todavía...  En el resto de la noche, que nos pasamos en vela, siete sacudidas más.  Narración que me hace mi cuñado, del pánico que en cafés y calles originó el descomunal terremoto...»
El 21 de abril continuaban los sismos y los ciudadanos de la capital estaban sumamente nerviosos; ese día empezaban a llegar las noticias de los departamentos: Quetzaltenango estaba casi totalmente destruida y con aproximadamente novecientos fallecidos; Escuintla y Amatitlán quedaron medio arrasadas; todo el occidente quedó muy perjudicado y centenares de fincas de café y de caña quedaron por los suelos. El gobierno declaró calamidad nacional.  Para entonces se habían producido numerosas réplicas y rumores que provocaban el pánico de los guatemaltecos; uno de esos rumores aseguraba que el presidente Manuel Estrada Cabrera y el embajador mexicano Federico Gamboa eran los únicos que habían sido informados por el Observatorio de San Francisco de que un inminente cataclismo amenazaba a Guatemala.
Gamboa recibió la notificación de su cambio el día del terremoto y abandonó la misión diplomática mexicana a finales del mes de abril de 1902.

## Vals «Noche de luna entre ruinas»
El compositor quetzalteco Mariano Valverde perdió a su madre en este terremoto. Tan irreparable pérdida lo llevó a componer el vals «Noche de luna entre ruinas».

### Multimedia
El terremoto de San Perfecto, por Luis Escobar en YouTube.
Ensamble de cuerdas y marimba: Noche de luna entre ruinas, por Francisco Soto en YouTube.
18 de abril de 1902: terremoto de San Perfecto destruye Quetzaltenango, por HoyHistoriaGT en YouTube.
- Datos: Q4557994
- Multimedia: San Perfecto Earthquake 1902 / Q4557994